# أيمن الدقر
أيمن الدقر (1954 - 21 يونيو 2023) مؤلف وفنان تشكيلي سوري.

## حياته
درس في كلية الفنون الجميلة وتخرج منها. شغل منصب رئيس فرع دمشق لنقابة الفنون الجميلة عام 1994 ونقيب الفنون الجميلة في الجمهورية العربية السورية عام 1998 كما شغل منصب رئيس تحرير مجلة أبيض وأسود الأسبوعية السياسية الاقتصادية الثقافية السورية ومنصب المدير العام لدار الأولى للنشر والتوزيع. أقام عدة معارض للوحاته في سورية وألمانيا والمملكة العربية السعودية وغيرها.

## أعماله الفنية
- مسلسل «حارة المشرقة» 2015- تأليف.[2]